# شاه

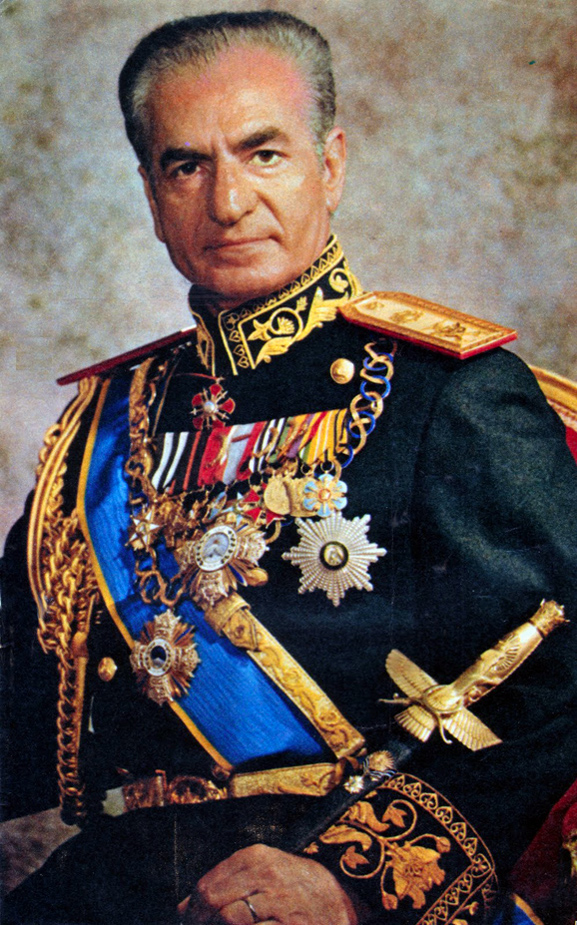
الشاه محمد رضا بهلوي أخر شاهات إيران

الشاه (بالفارسية والكردية والأردو: شاه، وبالتركية: Şah) هي كلمة وعبارة فارسية معناها باللغة العربية "ملك"، وكان لقب ملوك إيران أولهم كورش الكبير قبل الإسلام، وآخرهم الشاه محمد رضا بهلوي بعد الإسلام.